# Walter Altmann
Walter Altmann (Porto Alegre, 4 de fevereiro de 1944) é um teólogo e pastor Luterano brasileiro, de 2002 a 2010 foi presidente da Igreja Evangélica de Confissão Luterana no Brasil. Eleito moderador do Conselho Mundial de Igrejas em 2006, cargo que exerceu até 2013.

## Biografia
Walter Altmann nasceu em 1944 e realizou estudos teológicos em São Leopoldo, RS; José C. Paz, Argentina e na Universidade de Hamburgo, Alemanha, onde se doutorou em 1972 com tese sobre o Conceito de Tradição em Karl Rahner, influente teólogo católico. Atuou como pastor em Ijuí; e em 1974 assumiu a cadeira de Teologia Sistemática na atual Escola Superior de Teologia - Faculdades EST, de São Leopoldo, onde atuou até 2002, tendo exercido o cargo de Reitor de 1981 a 1987 e de Coordenador do Programa de Pós-Graduação em Teologia de 1989 a 1994.  É casado com Madalena e tem quatro filhas.
Na diretoria de sua denominação, a Igreja Evangélica de Confissão Luterana no Brasil, exerceu os cargos de segundo vice-presidente, de 1990 a 1994, primeiro vice-presidente, de 1998 a 2002, e de presidente, de 2002 a 2010. De 1995 a 2001 exerceu o cargo de Presidente do Conselho Latino-Americano de Igrejas - CLAI, com sede em Quito. De 2003 a 2007 foi membro do Conselho da Federação Luterana Mundial - FLM, com sede em Genebra, Suíça; e Presidente de sua Comissão de Missão e Desenvolvimento. Ainda integrou a Comissão Internacional de Estudos de 1977 a 1984 e a Comissão Católico-Luterana de 1974 a 1982. Integra a Associação Ecumênica de Teólogos do Terceiro Mundo desde 1982. Em 2006 foi eleito Moderador do comitê central do Conselho Mundial de Igrejas - CMI.
Sua principal obra é intitulada Lutero e Libertação - Uma releitura de Lutero em perspectiva latino-americana (1992). Essa obra, apresentada por Leonardo Boff, reelabora o pensamento de Martinho Lutero dentro do quadro de referências da Teologia Latino-Americana da Libertação e destaca:
- a noção luterana do “Deus da vida contra toda a falsidade dos ídolos da morte”;
- a “Escritura como instrumento de vida”; e
- “as dimensões profética e reconciliadora da Igreja como povo pobre de Deus"[5].